# 少花香薷
少花香薷（学名：Elsholtzia ciliata var. depauperata）为唇形科香薷属下的一个变种。

## 扩展阅读
- 維基物種上的相關：少花香薷